# 4 decembrie
ianuarie • februarie • martie  • aprilie  • mai  • iunie  • iulie  • august  • septembrie  • octombrie  • noiembrie  • decembrie
4 decembrie este a 338-a zi a calendarului gregorian și a 339-a zi în anii bisecți. Mai sunt 27 de zile până la sfârșitul anului.

## Evenimente

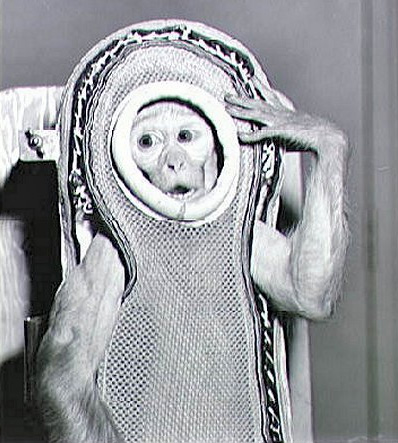
1959: Ca parte a programului Mercury, NASA trimite în spațiu misiunea Little Joe 2 care transportă maimuța Sam (Macaca mulatta) pentru a testa funcționalitatea sistemelor și efectele adverse ale spațiului asupra oamenilor. Zborul a durat 11 minute și 6 secunde.

- 0771:  Carol cel Mare devine singurul conducător al Imperiul Franc după moartea fratelui său care era și coregent.
- 1639: Astronomul englez Jeremiah Horrocks a efectuat prima observație a tranzitului lui Venus.
- 1676: O armată suedeză a respins o invazie norvegiano-daneză condusă de regele Christian al V-lea al Danemarcei în bătălia de la Lund.
- 1691: Prin Diploma Leopoldină din 1691 împăratul Leopold I recunoaște sistemul politic al Principatului Transilvaniei, iar el însuși devine mai întâi tutore al lui Mihai Apafi al II-lea, apoi, la majoratul acestuia și renunțarea la domnie în 1697, șef al statului, ca principe al Transilvaniei.
- 1816: James Monroe devine cel de-al cincilea președinte al SUA.
- 1855: A fost inaugurată "Școala de mică chirurgie" la Spitalul Mihai Vodă din București.
- 1864: Domnitorul Alexandru Ioan Cuza (1859-1866) a promulgat Codul Penal, alcătuit după modelul Codului Penal francez și al Codului Penal prusac, având la bază și unele legi penale autohtone.
- 1872: Vasul comercial american Mary Celeste este descoperit în derivă și părăsit în largul Insulelor Azore, în Atlantic. Nava canadiană Dei Gratia a găsit-o în stare de navigație dar cu vele parțiale și cu barca de salvare dispărută, fără oameni la bord. Ultima înregistrare din jurnalul navei era datată cu zece zile mai devreme. Nici unul dintre cei care fuseseră la bord nu a mai fost văzut vreodată.
- 1888: A apărut la București Fântâna Blanduziei (revistă), foaie literară, politică și săptămânală sub direcția lui Mihai Eminescu. Motto–ul revistei este versul eminescian "Unde vei găsi cuvântul ce exprimă adevărul".
- 1940: Este semnat, la Berlin, "Protocolul asupra colaborării româno–germane la realizarea unui plan de 10 ani pentru refacerea economiei românești", unul din principalele instrumente pentru pătrunderea capitalurilor germane în industria românească. România devenea un important furnizor de materii prime și cel mai mare furnizor de produse agricole al celui de–al treilea Reich.
- 1945: Senatul american și-a dat acordul asupra participării SUA la Consiliul Națiunilor Unite.
- 1948: Vaporul chinez cu aburi Kiangya a explodat și s-a scufundat în gura de vărsare a râului Huangpu după ce s-a lovit de o mină lăsată în urmă de către marina imperială japoneză în timpul celui de-al Doilea Război Mondial. Numărul morților este necunoscut, cu toate acestea, se crede că între 2750 și 3920 au murit, 700-1000 supraviețuitori fiind preluați de către alte nave.
- 1957. La Vadu Roșca în Vrancea a fost reprimată revolta țărănească împotriva colectivizării, de către trupe de Securitate, reprimarea ulterioară fiind comandată de  Nicolae Ceaușesc. Au fost uciși 9 cetățeni, iar 17 au fost răniți.
- 1959: Ca parte a programului Mercury, NASA trimite în spațiu misiunea Little Joe 2 care transportă maimuța Sam (Macaca mulatta) pentru a testa funcționalitatea sistemelor și efectele adverse ale spațiului asupra oamenilor. Zborul a durat 11 minute și 6 secunde.
- 1991: Corespondentul Associated Press, Terry Anderson a fost eliberat după ce fusese ținut ostatic în Liban vreme de șapte ani.
- 1992: Sub egida ONU, președintele SUA George Bush a ordonat înființarea Unified Task Force cu scopul de a acorda ajutor umanitar și de a restaura ordinea în Somalia.
- 1996: A fost inaugurată filiala din România a companiei Microsoft.

## Nașteri
- 1595: Jean Chapelain, scriitor francez, unul dintre fondatori și primii membri ai Academiei Franceze (d. 1674)
- 1711: Barbara a Portugaliei, regină consort a Spaniei (d. 1758)
- 1798: Jules Armand Dufaure, politician francez, al 33-lea prim-ministru al Franței (d. 1881)
- 1821: Ernst Wilhelm Tempel, astronom german (d. 1899)
- 1866: Vasili Kandinski, pictor rus (d. 1944)
- 1875: Rainer Maria Rilke, poet german (d. 1926)
- 1878: Marele Duce Mihail Alexandrovici al Rusiei (d. 1918)
- 1883: Nicolae Cartojan, academician, istoric literar, pedagog român (d. 1944)
- 1885: Nicolae Neamțu-Ottonel, actor român (d. 1982)

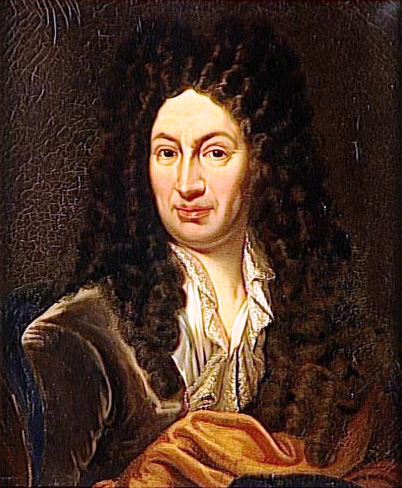
Jean Chapelain, scriitor francez
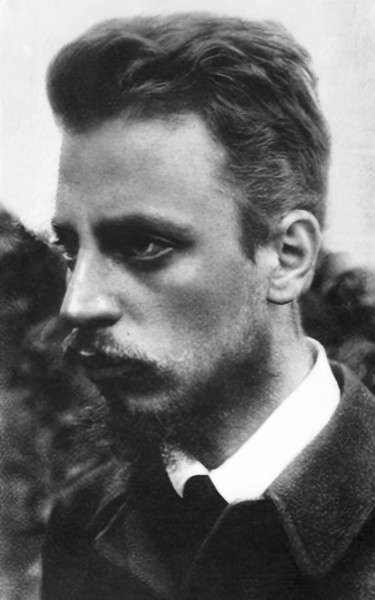
Rainer Maria Rilke, poet german
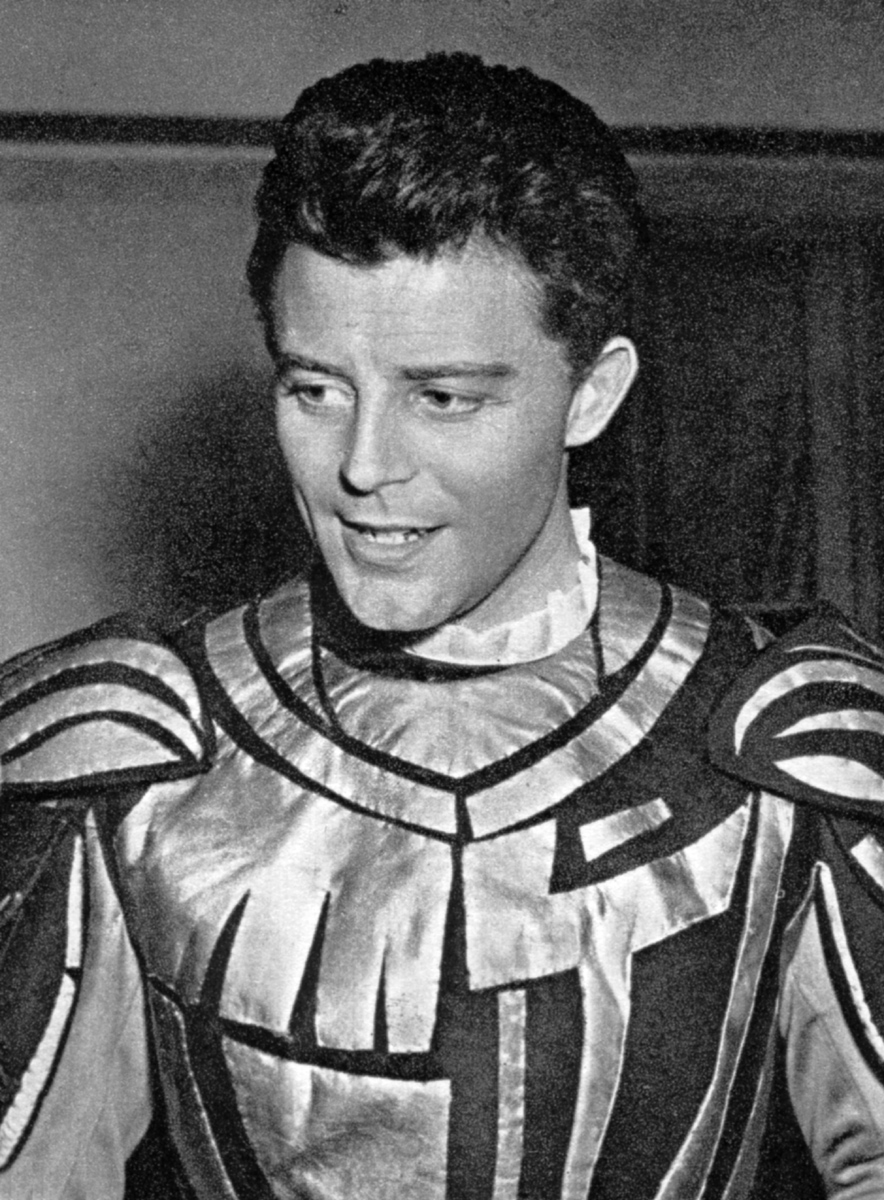
Gérard Philipe, actor francez

- 1892: Francisco Franco, general și om politic spaniol, dictator al Spaniei (1939-1975), (d. 1975)
- 1907: Ioan Suciu, episcop român unit, deținut politic (d. 1953)
- 1908: Alfred Day Hershey, biolog, laureat al Premiului Nobel pentru Medicină (d. 1997)
- 1910: George Togan, istoric român (d. 2003)
- 1919: Inder Kumar Gujral, politician indian, al 12-lea prim-ministru al Indiei (1997-1998) (d. 2012)
- 1922: Gérard Philipe, actor francez (d. 1959)
- 1928: Fabio Zerpa,actor, parapsiholog și ufolog uruguayan (d. 2019)
- 1932: Michele Lupo, regizor italian de filme (d. 1989)
- 1933: Eugeniu Ivanov, academician român
- 1934: Virgil Moise, pictor și scenograf român (d. 1998)
- 1941: Giovanni Tonucci, arhiepiscop titular de Torcello și nunțiu apostolic
- 1942: Gemma Jones, actriță britanică
- 1949: Jeff Bridges, actor american
- 1950: Ion Rițiu, actor român (d. 2024)
- 1951: Mick Garris, producător de film, scenarist și regizor american
- 1953: Jean-Marie Pfaff, fotbalist belgian
- 1954: Pál Ács (cel tânăr), scriitor și istoric literar maghiar
- 1954: Tony Todd, actor american (d. 2024)
- 1959: Teodor Nițulescu, politician român
- 1963: Serhii Bubka, atlet ucrainean
- 1964: Marisa Tomei, actriță americană
- 1967: Dănuț Liga, politician român
- 1969: Jay-Z, rapper, producător de discuri, antreprenor și ocazional actor american
- 1969: Dorel Zegrean, fotbalist român
- 1978: Éva Tófalvi, biatlonistă română
- 1984: Ferdinando Sforzini, fotbalist italian
- 1985: Ibtihaj Muhammad, scrimeră americană
- 1992: Kim Seok-jin, cântăreț si compozitor sud coreean, membru al trupei sud coreene Bangtan Boys
- 1996: Diogo Jota, fotbalist brazilian
- 1999: Thymen Arensman, ciclist neerlandez

## Decese
- 1131: Omar Khayyam, poet persan, astronom, matematician și filosof (n. 1048)
- 1334: Papa Ioan al XXII-lea (n. 1249)
- 1642: Cardinalul Richelieu, cardinal, om politic, prim-ministru al Franței (n. 1585)
- 1679: Thomas Hobbes, filosof și matematicianul englez (n. 1588)
- 1732: John Gay, poet și dramaturg englez (n. 1685)

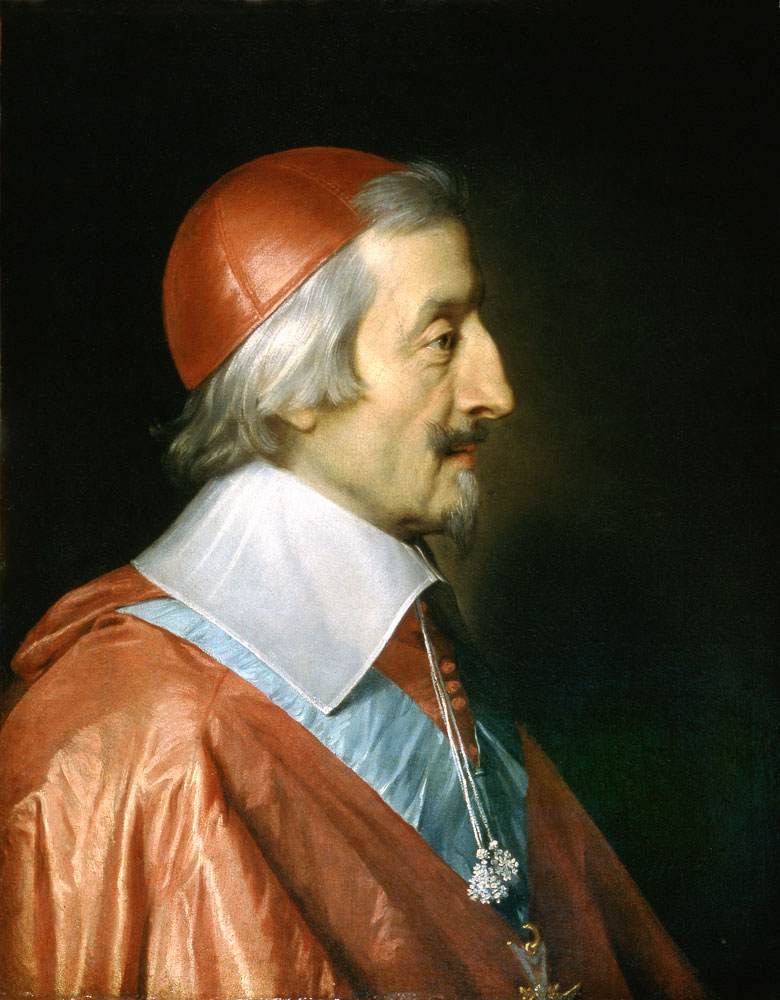
Cardinalul Richelieu, om politic, prim-ministru al Franței
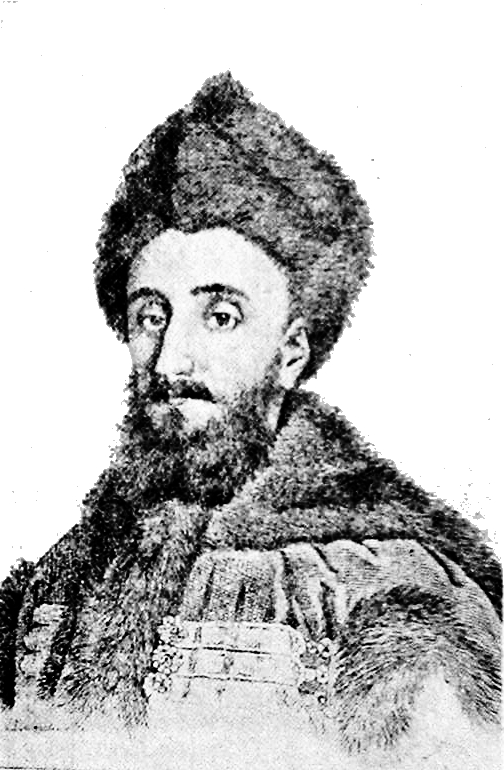
Constantin Mavrocordat, domn al Țării Românești și al Moldovei
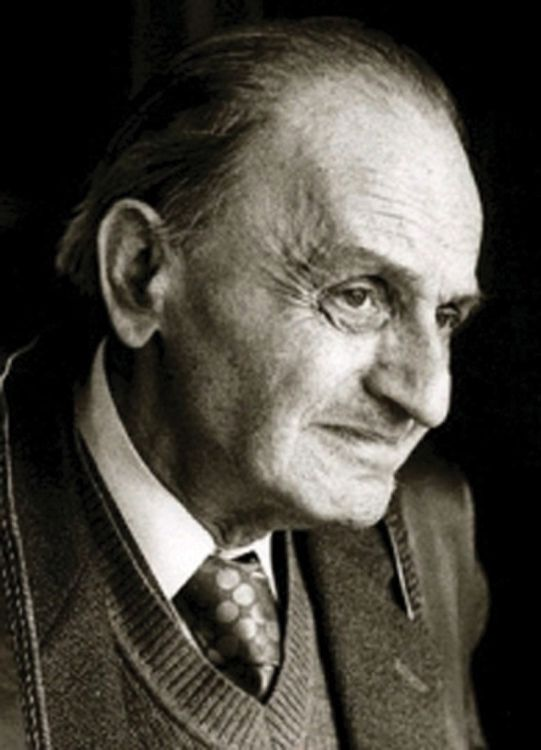
Constantin Noica, filozof și eseist român

- 1769: Constantin Mavrocordat, domn al Țării Românești și al Moldovei (n. 1769)
- 1798: Luigi Galvani, medic și fizician, unul dintre întemeietorii electricității ca știință (n. 1737)
- 1848: Joseph Mohr, compozitor austriac (n. 1792)
- 1893: John Tyndall, fizician englez (n. 1820)
- 1904: Cristiano Banti, pictor italian (n. 1824)
- 1932: Gustav Meyrink, scriitor austriac (n. 1868)
- 1933: Stefan George, poet german (n. 1868)
- 1934: Paul-Albert Besnard, pictor francez (n. 1849)
- 1938: Gonzalo Bilbao, pictor spaniol (n. 1860)
- 1945: Thomas Hunt Morgan, biolog american, laureat al Premiului Nobel pentru Medicină 1933 (n. 1866)
- 1975: Hannah Arendt, teoretician politic german (n. 1906)
- 1976: Benjamin Britten, compozitor, dirijor și pianist englez (n. 1913)
- 1987: Constantin Noica, filozof și eseist român (n. 1909)
- 1993: Frank Zappa, instrumentist și compozitor rock (n. 1940)
- 2000: Horia Bernea, pictor român, director al MȚR (n. 1938)
- 2004: Teo Peter, basist al trupei Compact (n. 1954)
- 2008: Forrest J. Ackerman, editor american (n. 1916)
- 2009: Eddie Fatu, wrestler american (n. 1972)
- 2009: Marin Mincu, poet, critic literar, istoric literar, semiolog și eseist român (n. 1944)
- 2011: Sócrates, fotbalist brazilian (n. 1954)
- 2012: Rozina Cambos, actriță româno-israeliană (n. 1951)
- 2020: Eugenia Botnaru, actriță de teatru și cinema din Republica Moldova (n. 1936)
- 2020: Antonín J. Liehm, scriitor, editor, traducător și publicist de origine cehă (n. 1924)
- 2021: Tita Bărbulescu, cântăreață de muzică populară românească (n. 1936)
- 2022: Patrick Tambay, pilot francez de Formula 1 (n. 1949)
- 2022: Cornel Ciupercescu, actor român (n. 1945)

## Sărbători
- †) Sfânta Mare Muceniță Varvara; Cuv. Ioan Damaschin (calendar creștin-ortodox)
- Sfinții Ioan Damaschin, Varvara (calendar romano-catolic)
- Sfânta Barbara (calendar greco-catolic)